# Milton (Vermont)
Pour les articles homonymes, voir Milton.
Milton est une ville du comté de Chittenden dans le Vermont aux États-Unis. 

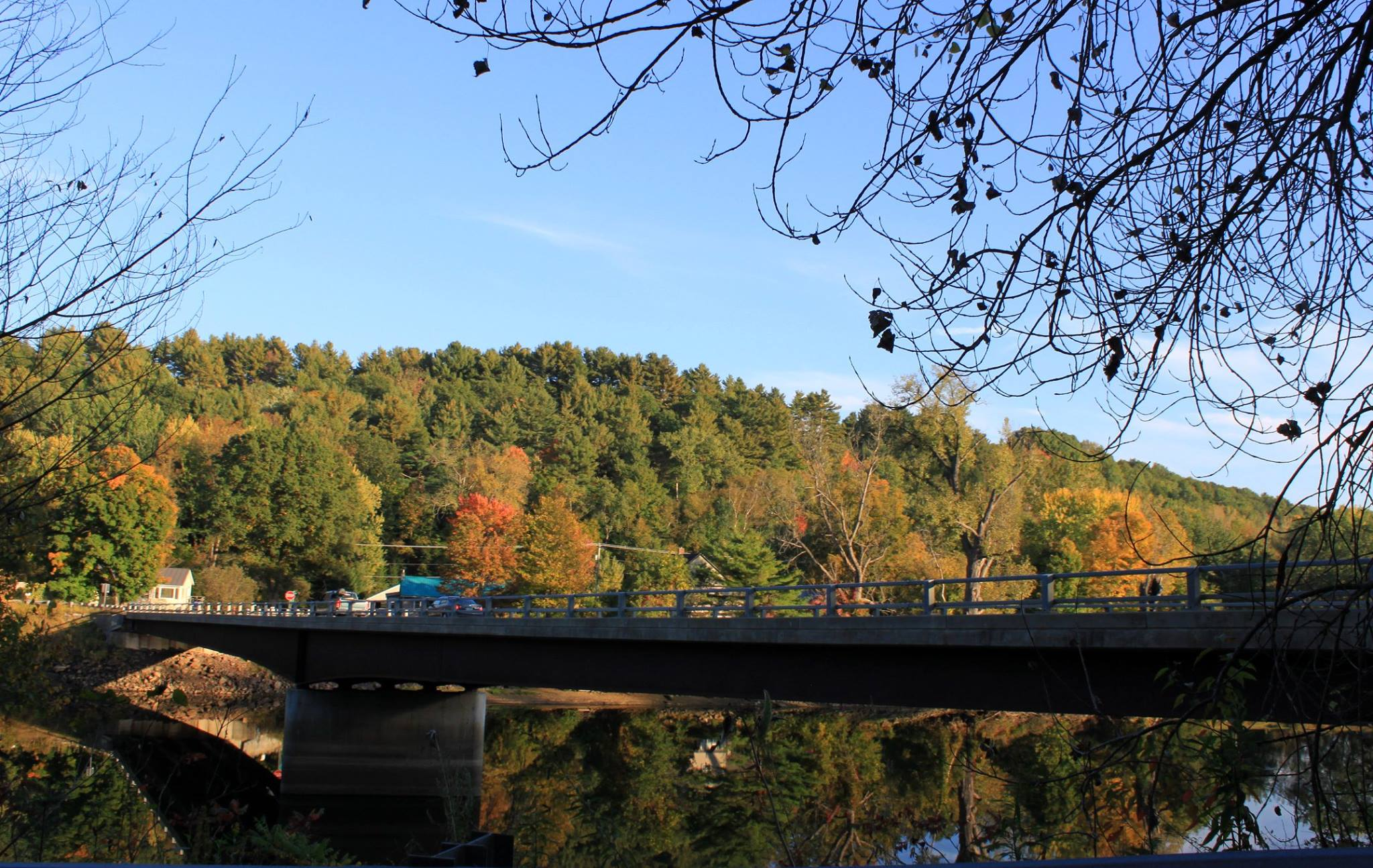

## Histoire
La commune est fondée en février 1782. En 1795, la commune compte 300 habitants. L'hôtel de ville est construit en 1849, mais il est détruit par les flammes en 1878.

## Démographie
| Groupe            | Milton | Vermont | États-Unis |
| ----------------- | ------ | ------- | ---------- |
| Blancs            | 96,9   | 95,3    | 72,4       |
| Métis             | 1,5    | 1,7     | 2,9        |
| Afro-Américains   | 0,7    | 1,0     | 12,6       |
| Asiatiques        | 0,6    | 1,3     | 4,8        |
| Amérindiens       | 0,3    | 0,4     | 0,9        |
| Autres            | 0,1    | 0,3     | 6,4        |
| Total             | 100    | 100     | 100        |
|                   |        |         |            |
| Latino-Américains | 0,7    | 1,5     | 17,37      |

Selon l'American Community Survey, pour la période 2011-2015, 97,35 % de la population âgée de plus de 5 ans déclare parler l'anglais à la maison, 0,88 % le français, 0,65 % l'espagnol et 1,12 % une autre langue.

## Personnes liées à la ville
- George Allen[Lequel ?] (1808-1876)
- David R. Bean
- Edwin E. Bryant
- Luther S. Dixon (1825–1891)
- John G. Haskell (1832–1907)